# Grégoire Tarride
Pour les articles homonymes, voir Tarride.
Grégoire Tarride, né le 10 juillet 1991 à Saint-Priest-en-Jarez (Loire), est un coureur cycliste français.

## Biographie

### Débuts cyclistes et carrière amateur
Après une excellente saison 2010 comme amateur, Grégoire Tarride n'a pas pu intégrer La Pomme Marseille en 2011, l'équipe continentale étant inscrite auprès de la fédération de Lettonie à la suite du refus de la Ligue nationale de cyclisme la réglementation de l'UCI n'autorisait alors que six coureurs français. Il a dû intégrer alors avec regret comme amateur le Martigues Sport Cyclisme.
Il avait été auparavant licencié à l'Olympique Cyclo Club Antibes.
En parallèle il poursuit des études en ostéopathie.

### Carrière professionnelle
Grégoire Tarride ne découvre donc le milieu professionnel qu'en fin de saison 2011 comme stagiaire dans l'équipe La Pomme Marseille.
À l'issue de cette période il signe un contrat pour la saison suivante avec la formation marseillaise. 
En 2014, il remporte sa première victoire chez les professionnels lors de la première étape du Tour Alsace et porte le maillot jaune pendant trois jours. Au mois d'octobre de la même année, le site Internet du quotidien La Provence annonce que le coureur sudiste prolonge son contrat avec Marseille 13 KTM. 
Fin 2015, son contrat n'est pas renouvelé par ses dirigeants.

### Le retour chez les amateurs
En novembre 2015, il fait le choix de signer un contrat avec l'AVC Aix-en-Provence

## Palmarès
- 2008
  - 3e du championnat de France sur route juniors
- 2009
  -  Champion de France des sapeurs-pompiers
  - Ronde des Vallées
  - Tour Cévennes-Garrigues
  - 2 étapes du Tour PACA juniors
  - 3e du Tour PACA juniors
  - 3e du Tour du Pays d'Olliergues
- 2010
  - 1re étape du Tour de la Communauté de Madrid espoirs
- 2014
  - 1re étape du Tour Alsace
- 2017
  - Classement général du Tour du Canton de l'Estuaire
  - 1re étape du Tour du Pays Roannais
  - 2e du Grand Prix d'ouverture Pierre-Pinel
  - 2e du Circuit des Quatre Cantons
  - 2e du championnat PACA sur route
  - 2e du Tour du Chablais
  - 3e du Tour du Pays Roannais

## Classements mondiaux
| Année           | 2013 | 2014 |
| --------------- | ---- | ---- |
| UCI Europe Tour | 869e | 435e |